# Porcellio monardi
Porcellio monardi är en kräftdjursart som beskrevs av Alessandro Brian 1953. Porcellio monardi ingår i släktet Porcellio och familjen Porcellionidae. Inga underarter finns listade i Catalogue of Life.